# Oregon Rex
Die Oregon Rex war eine Rassekatzenart und eine von mehreren Rex-Katzen-Typen, die in der Mitte des 20. Jahrhunderts durch zufällige Gen-Mutation auftraten. 
Nach ihrer Entdeckung erlangte die als neue Katzenrasse anerkannte Oregon Rex unter Rassekatzenzüchtern in den Vereinigten Staaten kurzzeitig eine gewisse Popularität. Aufgrund der Vermischung mit anderen Rex-Katzen-Typen in der Zucht scheint die Katzenrasse Oregon Rex allerdings in den bekannteren Rex-Rassen wie Devon Rex oder Cornish Rex aufgegangen zu sein.

## Geschichte
Einigen Quellen zufolge soll es bereits 1944 erste Würfe mit Katzen gegeben haben, die typische Oregon-Rex-Merkmale aufgewiesen haben sollen. Dokumentiert ist aber erst das Auftreten einer Oregon-Rex-Katze 1959 in einem Hauskatzenwurf im Staat Oregon (USA). Das Kätzchen unterschied sich durch die typische gelockte Fellform von dem restlichen, nicht gelockten Wurf sowie von der Mutter, die ebenfalls glattes Fell aufwies.
Gleichzeitig wurden die ersten Cornish Rex aus Großbritannien in den USA eingeführt und relativ bald mit der gerade entstehenden Oregon-Rex-Rasse gekreuzt. Züchter in den Vereinigten Staaten etablierten eine reinrassige Oregon-Rex-Zucht, die innerhalb kurzer Zeit zu einer der bekanntesten Rex-Rassen in Amerika wurde. Als im Rahmen der Zucht allerdings alle Rex-Typen, die jeweils genetische Unterschiede aufweisen, miteinander gekreuzt wurden, schien sich die Oregon Rex dabei als eigenständige Rasse nicht durchsetzen zu können. 1972 soll dann die letzte reinerbige Oregon-Rex-Katze verstorben sein.

## Aussehen
Das typisch gekräuselte Fell war seidig, kurz und enganliegend und wies kein bzw. nur noch ein stark reduziertes Deckhaar auf. Die Grannenhaare waren deutlicher ausgeprägt als bei German Rex oder Cornish Rex und voll ausgebildet mit der typischen Form der subapikalen Schwellung. Auch die Anzahl war normal. Durch die geringere Krümmung waren die Grannenhaare deutlich länger als das Unterfell. Es fehlten allerdings die Leithaare. 
Die Kopfform war keilförmig und wies einen langgestreckten Nasenrücken auf. Die Ohren waren groß, an den Spitzen sanft abgerundet und hoch am Kopf angesetzt, die Augen mittelgroß und oval geschnitten. 
Der Körper der Oregon Rex war langgestreckt und von schlankem Körperbau. Der Schwanz war lang und schlank und am Ende zugespitzt. Die Beine der Oregon Rex waren lang, grazil und schlank mit zierlichen, runden aber nicht zu kleinen Pfoten.

## Charakter
Die Oregon Rex vereinte das Wesen aller Rex-Rassen. Anhänglich und fordernd, lustig, verspielt, manchmal auch ein wenig turbulent und ein wenig arrogant. Ein dominantes Wesen und damit eine gewisse Kompliziertheit im Umgang wurden ihr ebenfalls nachgesagt.

## Genetik
Die Entstehung der Oregon-Rex-Katzenrasse ist einer Mutation zu verdanken. Mutationen des für die typische Haarform (Kräuselung) verantwortlichen Gens bzw. der beteiligten Gene scheint häufiger vorzukommen. Neben den bekannteren Rex-Katzenrassen gibt es eine Vielzahl weiterer Varianten, von denen die mittlerweile verschwundene Oregon Rex nur eine darstellt.
Kreuzungen von Katzen mit typischen Oregon Rex-Merkmalen (genetische Beschreibung: roro) mit Cornish Rex (rr) und später mit Devon Rex (rere) ergaben Nachkommen mit normalem, nicht gekräuseltem Fell. Untersuchungen erhärteten die Tatsache, dass die Oregon-Rex-Mutation als rezessives Allel (ro) eines eigenen Gens mit dem dominanten Wildtyp-Allel (Ro) vorliegt und sich damit tatsächlich genetisch von den anderen Rex-Typen unterschied.

## Verwandte Rassen
- Cornish Rex
- Devon Rex
- German Rex